# 2. Eishockey-Bundesliga 1993/94
Die Saison 1993/94 der 2. Eishockey-Bundesliga war die 21. und vorerst letzte Spielzeit der zweithöchsten deutschen Eishockeyspielklasse. Meister und damit sportlicher Aufsteiger wurde der Augsburger EV, zudem erfüllten fünf weitere Zweitligamannschaften die Lizenzauflagen für die zur folgenden Saison neu gegründete Deutsche Eishockey Liga, lediglich der EV Landsberg hatte auf einen Antrag verzichtet und startete daraufhin in der nun zweitklassigen 1. Liga Süd.
Bereits während der laufenden Saison hatten der SV Bayreuth und der SC Memmingen den Spielbetrieb eingestellt. Nach Beendigung der Saison meldeten schließlich auch der ECD Sauerland Iserlohn und der EHC Essen-West Konkurs an, die Nachfolgevereine starteten in der drittklassigen 2. Liga Nord.

## Voraussetzungen

### Teilnehmer
- Augsburger EV
- SV Bayreuth
- EHC Essen-West
- Frankfurter ESC
- EC Hannover
- ECD Sauerland Iserlohn
- EC Kassel
- EV Landsberg
- SC Memmingen
- EHC 80 Nürnberg
- ES Weißwasser

### Modus
Durch den Lizenzentzug für die Bundesligamannschaft des EHC Freiburg, die in die viertklassige Regionalliga absteigen musste, blieb der Schwenninger ERC trotz sportlichen Abstiegs in der höchsten Spielklasse, woraufhin die 2. Bundesliga mit lediglich elf Mannschaften begonnen wurde.
Um die Einnahmeverluste wegen der fehlenden zwölften Mannschaft für die teilnehmenden Vereine zu reduzieren, wurde die Vorrunde anstelle einer Doppelrunde jetzt als Dreifachrunde ausgespielt, sodass jeder Verein jeweils drei Heim- und drei Auswärtsspiele gegen die übrigen Mannschaften bestritt. Anschließend qualifizierten sich die besten acht Mannschaften für die Aufstiegs-Play-offs, während die letzten drei Mannschaften an der Abstiegsrunde teilnehmen sollten. Diese entfiel jedoch, nachdem nach der Vorrunde nur noch neun Mannschaften am Spielbetrieb teilnahmen.
Der Sieger des Finales qualifizierte sich schließlich sportlich für die Bundesliga, der Verlierer konnte durch einen Sieg in den Relegationsspielen gegen den Vorletzten der Bundesliga ebenfalls in die erste Spielklasse aufsteigen.

## Vorrunde
|              | Klub                   | Sp                       | S                        | U                        | N                        | Tore                     | Punkte                   |
| ------------ | ---------------------- | ------------------------ | ------------------------ | ------------------------ | ------------------------ | ------------------------ | ------------------------ |
| 1.           | Augsburger EV          | 48                       | 36                       | 3                        | 9                        | 219:123                  | 75:21                    |
| 2.           | EC Kassel              | 48                       | 25                       | 7                        | 16                       | 213:168                  | 57:39                    |
| 3.           | EHC 80 Nürnberg        | 48                       | 25                       | 4                        | 19                       | 197:169                  | 54:42                    |
| 4.           | ECD Sauerland Iserlohn | 48                       | 23                       | 4                        | 21                       | 192:198                  | 50:46                    |
| 5.           | Frankfurter ESC (N)    | 48                       | 23                       | 4                        | 21                       | 178:151                  | 50:46                    |
| 6.           | EC Hannover            | 48                       | 18                       | 4                        | 26                       | 159:197                  | 40:56                    |
| 7.           | ES Weißwasser          | 48                       | 18                       | 3                        | 27                       | 141:186                  | 39:57                    |
| 8.           | EV Landsberg (N)       | 48                       | 17                       | 2                        | 29                       | 169:208                  | 36:60                    |
| 9.           | EHC Essen-West         | 48                       | 14                       | 3                        | 31                       | 146:214                  | 31:65                    |
|              | SV Bayreuth            | Spielbetrieb eingestellt | Spielbetrieb eingestellt | Spielbetrieb eingestellt | Spielbetrieb eingestellt | Spielbetrieb eingestellt | Spielbetrieb eingestellt |
| SC Memmingen |                        | Spielbetrieb eingestellt | Spielbetrieb eingestellt | Spielbetrieb eingestellt | Spielbetrieb eingestellt | Spielbetrieb eingestellt | Spielbetrieb eingestellt |

Abkürzungen: Sp = Spiele, S = Siege, U = Unentschieden, N = Niederlagen, (N) = Neuling

Erläuterungen:       = Play-offs,       = Saison beendet,       = Spielbetrieb eingestellt.

## Play-offs
Viertel- und Halbfinale wurden im Modus „Best of Five“ ausgetragen, das Finale wurde im Best-of-Three-Modus gespielt.

### Viertelfinale
|                        |   |                 | Serie | 1    | 2   | 3         | 4   | 5   |
| ---------------------- | - | --------------- | ----- | ---- | --- | --------- | --- | --- |
| Augsburger EV          | – | EV Landsberg    | 3:0   | 11:3 | 7:4 | 6:2       | –   | –   |
| EC Kassel              | – | ES Weißwasser   | 3:0   | 7:3  | 2:1 | 4:3       | –   | –   |
| EHC 80 Nürnberg        | – | EC Hannover     | 3:2   | 3:0  | 1:6 | 4:3       | 1:3 | 5:3 |
| ECD Sauerland Iserlohn | – | Frankfurter ESC | 0:3   | 0:5  | 0:8 | 3:4 n. P. | –   | –   |

### Halbfinale
|               |   |                 | Serie | 1    | 2   | 3   | 4   | 5   |
| ------------- | - | --------------- | ----- | ---- | --- | --- | --- | --- |
| Augsburger EV | – | Frankfurter ESC | 3:0   | 3:0  | 5:1 | 8:1 | –   | –   |
| EC Kassel     | – | EHC 80 Nürnberg | 3:2   | 10:1 | 1:6 | 6:2 | 5:7 | 3:1 |

### Finale
|               |   |           | Serie | 1   | 2   | 3   |
| ------------- | - | --------- | ----- | --- | --- | --- |
| Augsburger EV | – | EC Kassel | 3:0   | 8:3 | 3:2 | 2:1 |

Der Augsburger EV ist damit Meister der 2. Bundesliga und sportlicher Aufsteiger in die Bundesliga. Der EC Kassel nahm als Vizemeister an den Relegationsspielen zur Bundesliga teil.